# Остаће округли траг на месту шатре
Остаће округли траг на месту шатре је дупли компилацијски албум српског и бившег југословенског кантаутора Ђорђа Балашевића која је објављена 2002. године.

## О албуму
Назив албума односи се на стих из песме Одлази циркус објављене на истоименом албуму из 1980. године у издању бившег Балашевићевог бенда Рани мраз . Албум садржи нове студијске верзије песама „Марим ја. . ." , "Не волим јануар", "Неки нови клинци", "Још једна песма о првој љубави", "Једном су садили липу...", „Олелоле“, „Пиле моје, како ствари стоје“, „Протина кћи“, „За трећу смену“, „Остаје ми то сто се волимо“, „Прича о В. Ладачком“, „Марина“, „Живот је море“, „О, како тужних љубави има?“ и „Луњо. . ." . Песме које су првобитно објављене на Балашевићевом албуму Дневник старог момка из 2001. имале су алтернативне наслове: „Људмила“ је објављена као „Ноћ кад је Тиса надошла“, „Јарослава“ као „Принцезо, јави се...“, а „Елеонора“ као „На Богојављенску ноћ”.

## Списак нумера

### Диск 1
Аутор(и) свих текстова и песама: Ђорђе Балашевић. 
| №   | Назив                               | Албум                                                         | Трајање |  |
| 1.  | Прича о В. Ладачком                 | Одлази циркус                                                 | 6:35    |  |
| 2.  | Последња невеста                    | Напослетку                                                    | 5:15    |  |
| 3.  | Човек за кога се удала Буба Ердељан | Марим ја                                                      | 5:50    |  |
| 4.  | Михољско лето                       | Напослетку                                                    | 4:51    |  |
| 5.  | Принцезо, јави се                   | Дневник старог момка                                          | 5:00    |  |
| 6.  | Провинцијалка                       | Један од оних живота                                          | 4:50    |  |
| 7.  | Марина                              | 24. фестивал забавне музике Загреб '78 - Вече слободних форми | 3:30    |  |
| 8.  | На Богојављенску ноћ                | Дневник старог момка                                          | 4:51    |  |
| 9.  | Син јединац                         | Напослетку                                                    | 4:47    |  |
| 10. | Живот је море                       | Одлази циркус                                                 | 3:27    |  |
| 11. | Ја лузер                            | Један од оних живота                                          | 4:26    |  |
| 12. | Као талас                           | Деведесете                                                    | 4:45    |  |
| 13. | О, каквих тужних љубави има         | промо сингл из 1980.                                          | 4:26    |  |
| 14. | Луњо                                | Celovečernji The Kid                                          | 4:23    |  |
| 15. | Успаванка за дечака                 | Напослетку                                                    | 4:17    |  |

### Диск 2
| №   | Назив                          | Албум                                     | Трајање |  |
| 1.  | Марим ја...                    | Марим ја                                  | 4:19    |  |
| 2.  | Живети слободно                | Деведесете                                | 5:20    |  |
| 3.  | Не волим јануар                | Бездан                                    |         |  |
| 4.  | Неки нови клинци               | Мојој мами уместо матурске слике у излогу |         |  |
| 5.  | Балкански танго                | Деведесете                                |         |  |
| 6.  | Стих на асфалту                | Деведесете                                |         |  |
| 7.  | Још једна песма о првој љубави |                                           |         |  |
| 8.  | Једном су садили липу          | Panta rei                                 |         |  |
| 9.  | Намћор                         | Напослетку                                |         |  |
| 10. | Ноћ кад је Тиса надошла        | Дневник старог момка                      |         |  |
| 11. | Олелоле                        | Марим ја                                  |         |  |
| 12. | Пиле моје, како стоје ствари   |                                           |         |  |
| 13. | Протина кћи                    | Пуб                                       |         |  |
| 14. | За трећу смену                 | Пуб                                       |         |  |
| 15. | Остаје ми то што се волимо     |                                           |         |  |